# 아타속
아타속(Atta)은 개미의 한 속으로, 아메리카 대륙에 서식한다.

## 특징

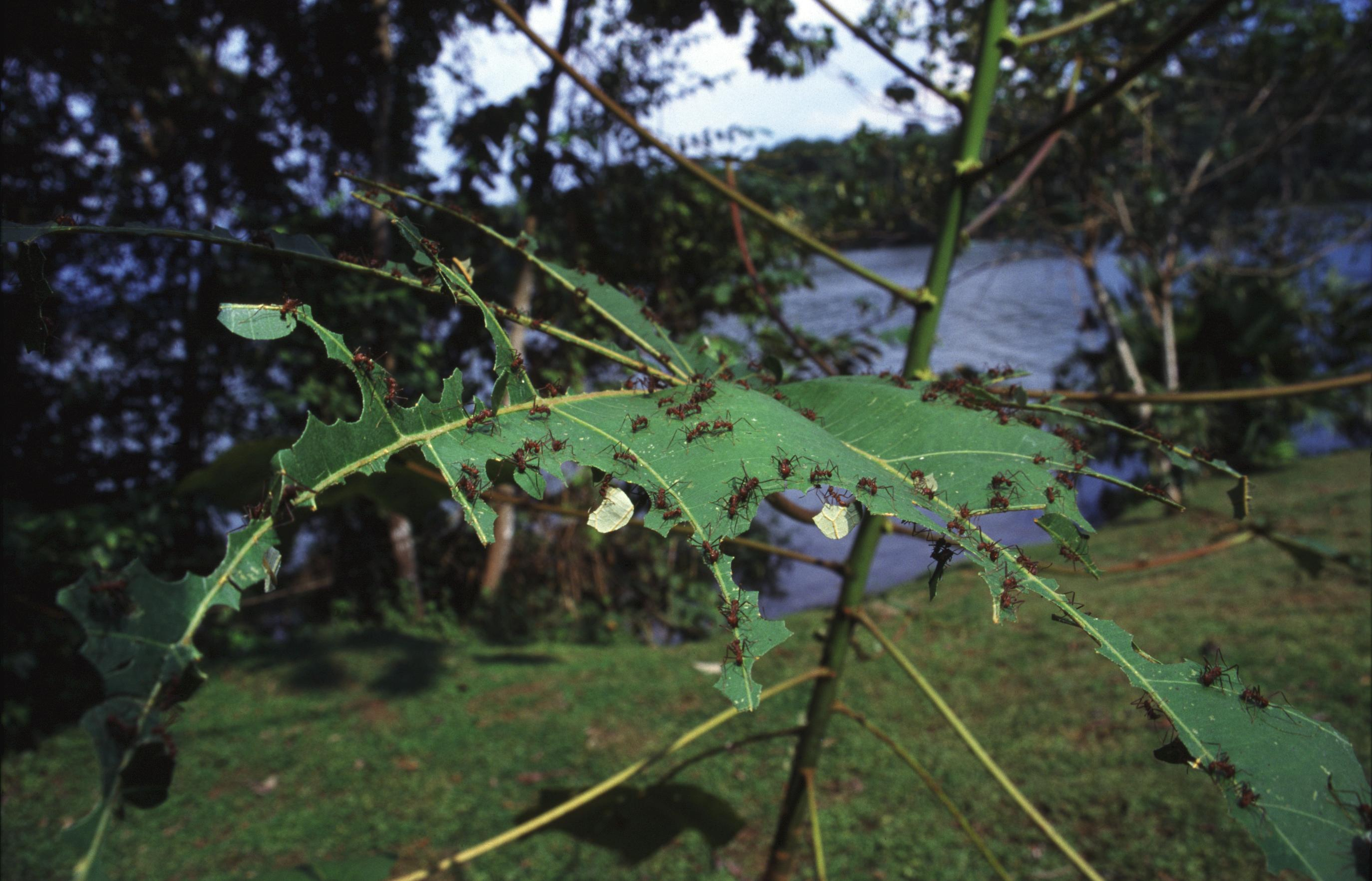
아타 콜롬비카(Atta colombica)의 일개미들이 어린 나무에서 잎을 가져가는 모습

같은 가위개미인 에크로머멕스속과 닮은 점이 매우 많고 유전적으로도 유사하다. 보통의 군체는 100만 마리를 훨씬 넘으며, 높은 수준의 분업화로 효율적으로 일할 수 있다. 일개미들은 네 계급으로 나뉘는데, 정원사 개미, 소형일개미, 중형일개미, 대형일개미로 나뉜다(가위개미 참조).
이 높은 수준의 분업화는 아타속이 진화가 많이 되었음을 짐작케 한다. 모든 계급은 명확한 임무가 있고, 놀라울 정도로 진화된 행동을 보이기도 한다. 이런 '진화된 행동'의 예로는 정원사 개미의 행동을 들 수 있는데, 이들은 중형일개미들이 잎을 운반할 때 중형일개미를 기생파리로부터 보호한다. 또한 잎에서 독성성분을 제거하고 잎 속의 수액을 섭취한다.. 정원사 개미가 이렇게 행동하는 것은 이들이 매우 발달했다는 것을 짐작할 수 있게 한다. 에크로머멕스속과 마찬가지로, 아타속 역시 특별한 종의 균을 먹고 산다. 이 균은 중형 일개미들이 가져온 잎에서 길러지는데, 이것이 생식개미(여왕개미, 암개미, 수개미)나 개미 유충의 유일한 먹이이다. 중형일개미들은 식물의 수액을 먹기도 한다..
자신이 태어난 군락을 떠나기 전에, 여왕개미들은 균의 포자를 자신들의 구기(입)에 저장함으로써 나중에 군락이 발생했을 때 새로운 군락의 새로운 균 농장을 형성할 수 있게 한다. 처음 잎 조각은 여왕이 스스로 구한다.
아타속은 잎을 채취하는 식물을 항상 바꾸도록 진화하여 식물을 완전히 죽여서 오히려 잎을 채취하는 식물이 죽어서 자신들의 균의 먹이도 줄어드는 일이 발생하지 않게 하였다. 그러나, 이것은 아타속의 개미들이 채취하는 잎의 양과는 아무런 관련이 없고, 오히려 아타속의 개미들은 남미의 모든 잎의 파괴의 20%를 차지함으로써 인간에게는 해충이 되었다.

## 음식으로서의 사용
아타속의 개미들은 남미의 구아네즈(Guanes)라는 종족에게 별미였으며, 땅콩과 베이컨의 중간 맛이라고 한다.